# Річище (річка)
Річище (рос. Р. Речище) — річка в Україні у Бериславському районі Херсонської області. Ліва притока річки Козацької (басейн Дніпра).

## Опис
Довжина річки приблизно 5,57 км, найкоротша відстань між витоком і гирлом — 3,86  км, коефіцієнт звивистості річки — 1,44 . Формується багатьма безіменними струмками та загатами.

## Розташування
Річка витікає з правого берега Дніпра на північо-західній околиці селища Дніпряни. Тече переважно на північний захід і на південній околиці села Ольгівки впадає у річку Козацьку, праву притоку Дніпра.

## Цікаві факти
- Біля витоку річки розташований Сабецький лиман[2][4].
- На лівому березі річки розташоване озеро Великі Дуплечі[5].